# Брак в Кане Галилейской
Претворение воды в вино во время брака в Кане Галилейской — первое чудо, совершённое Иисусом Христом. Происходило во время брачного пира в городе Кане, недалеко от Назарета.

## Евангельское повествование

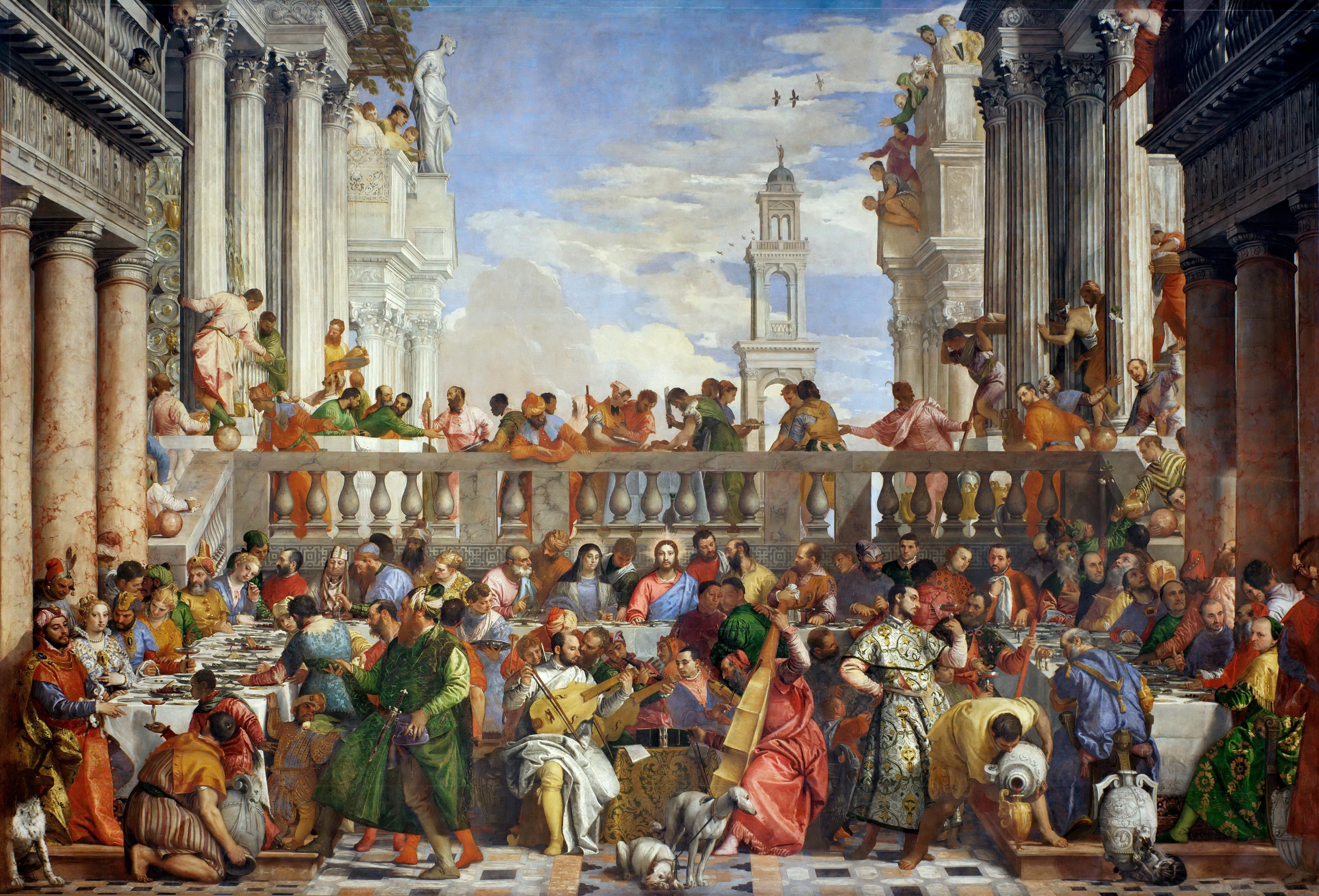
Паоло Веронезе. «Брак в Кане Галилейской». 1562—1563

Описание чуда сделано только евангелистом Иоанном:

На третий день был брак в Кане Галилейской, и Матерь Иисуса была там. Был также зван Иисус и ученики Его на брак. И как недоставало вина, то Матерь Иисуса говорит Ему: вина нет у них. Иисус говорит Ей: что Мне и Тебе, Жено? ещё не пришёл час Мой. Матерь Его сказала служителям: что скажет Он вам, то сделайте. 
Было же тут шесть каменных водоносов, стоявших по обычаю очищения Иудейского, вмещавших по две или по три меры. Иисус говорит им: наполните сосуды водою. И наполнили их до верха. И говорит им: теперь почерпните и несите к распорядителю пира. И понесли. Когда же распорядитель отведал воды, сделавшейся вином, — а он не знал, откуда это вино, знали только служители, почерпавшие воду, — тогда распорядитель зовёт жениха и говорит ему: всякий человек подаёт сперва хорошее вино, а когда напьются, тогда худшее; а ты хорошее вино сберёг доселе. Так положил Иисус начало чудесам в Кане Галилейской и явил славу Свою; и уверовали в Него ученики Его.
— Ин. 2:1-11

## Символическое значение чуда

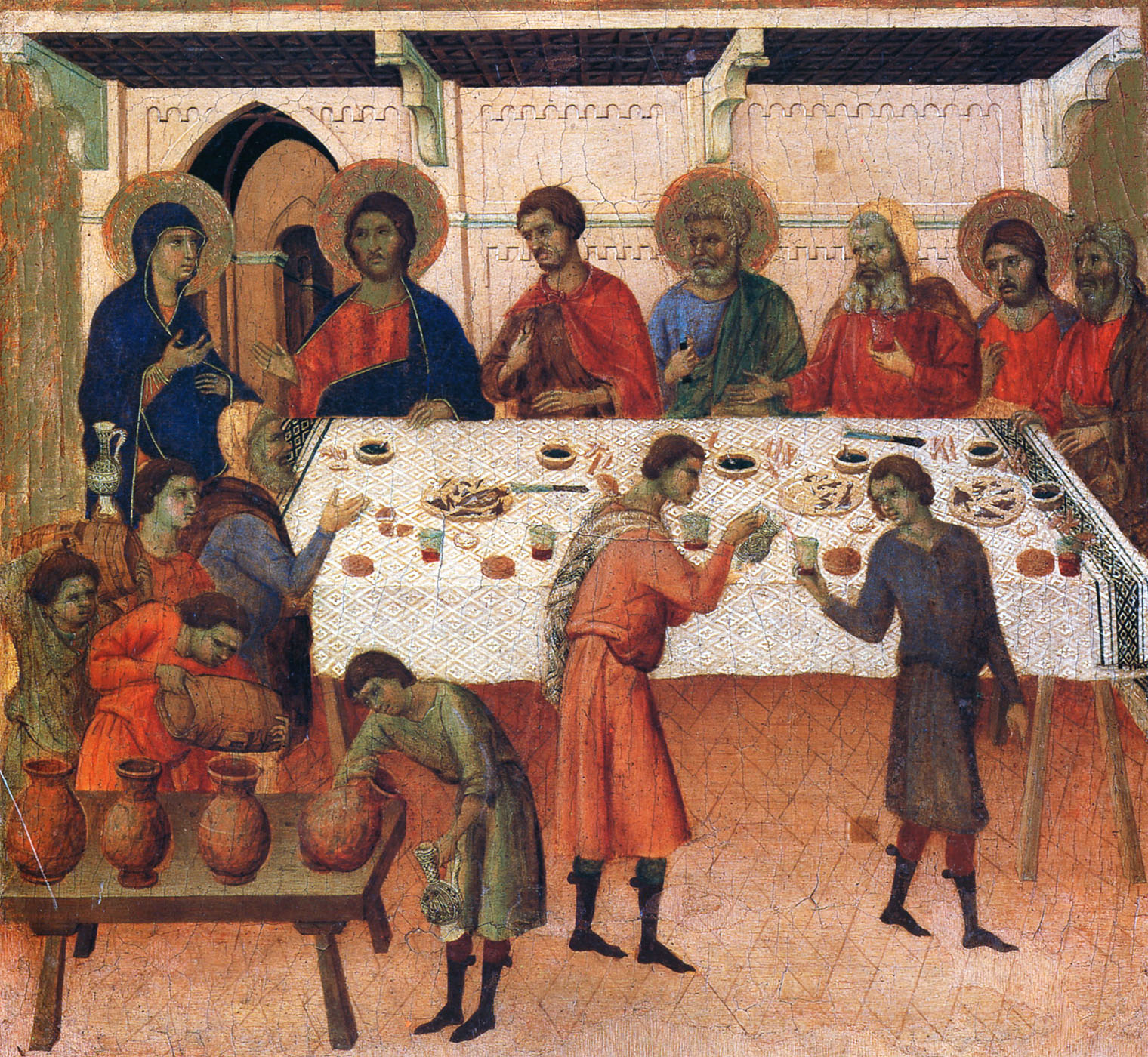
«Брак в Кане Галилейской» (Дуччо, Маэста, фрагмент)

Это первое чудо, совершённое Христом. Он предупреждает свою мать, «что ещё не пришёл час Мой», но по её просьбе не отказывается помочь жениху. Православная и католическая традиция видят в этом выражение особой силы молитв Богородицы за людей.
Богословы считают, что своим присутствием на брачном пиру и совершением во время него своего первого чуда Иисус Христос установил и освятил таинство брака.
В толковании Кирилла Александрийского превращение воды в вино является символом смены Ветхого Завета Новым. По мнению некоторых современных библеистов, чудо символизирует смену эпохи еврейских ритуальных омовений веком Мессии с его изобилием вина и веселья.
В верованиях народов Европы превращение воды в вино происходит на Рождество (реже на Новый год).

## В изобразительном искусстве
- Брак в Кане Галилейской (картина Босха)
- Брак в Кане Галилейской (картина Веронезе)
- Брак в Кане Галилейской (картина Джотто)
- Брак в Кане Галилейской (картина Нестерова)